# Miłość i pieniądze
Miłość i pieniądze (ang. Surrender) – amerykański film komediowy z 1987 roku w reżyserii Jerry'ego Belsona z Sally Field i Michaelem Caine'em w rolach głównych. Zdjęcia kręcono w Los Angeles i w Nevadzie.

## Obsada
- Sally Field – Daisy Morgan
- Michael Caine – Sean Stein
- Steve Guttenberg – Marty
- Peter Boyle – Jay
- Jackie Cooper – Ace Morgan
- Julie Kavner – Ronnie
- Louise Lasser – Joyce
- Iman – Hedy